# Mrčići (Pljevlja)
Pour les articles homonymes, voir Mrčići.
Mrčići (en serbe cyrillique : Мрчићи) est un village du nord du Monténégro, dans la municipalité de Pljevlja.

## Démographie

### Évolution historique de la population
| 1948 | 1953 | 1961 | 1971 | 1981 | 1991 | 2003 |
| ---- | ---- | ---- | ---- | ---- | ---- | ---- |
| 118  | 158  | 173  | 137  | 72   | 20   | 11   |